# Artolsheim
Artolsheim je občina v departmaju Bas-Rhin francoske regije Alzacija.
Leta 2008 je v občini živelo 890 oseb oz. 79 oseb/km².